# Rosa Valetti
Pour les articles homonymes, voir Valetti.
Rosa Valetti, née le 17 mars 1878 à Berlin et morte le 10 décembre 1937 à Vienne, est une actrice, artiste de cabaret et chanteuse allemande.

## Biographie
Rosa Valetti naît à Berlin. Elle est la fille de l'industriel Felix Vallentin et la sœur de l'acteur Hermann Vallentin. Elle a joué ses premiers rôles dans des théâtres de la banlieue de Berlin. Stimulée par la Révolution de Novembre et sa rencontre avec le satiriste politique Kurt Tucholsky, elle commence à se produire dans les cabarets. En 1920, elle fonde le Grössenwahn Café (« Café mégalomanie »), l'un des cabarets littéraires et politiques les plus importants des années 1920 à Berlin. Il est d'ailleurs fréquenté par des écrivains expressionnistes ; le programme de l'établissement (des sketchs et des chansons politiques) reflète la conviction de Rosa Valetti dans le fait le cabaret peut être un instrument de critique politique et sociale.
L'inflation galopante de 1919 à 1923 et l'effondrement de l'économie allemande la forcent à fermer le Grössenwahn Café. Elle dirige un temps le cabaret Rakete puis a lancé un autre café de son inspiration, le Rampe, qui accueille les œuvres du poète et chanteur révolutionnaire Erich Weinert. Elle fait partie des fondateurs du cabaret Larifari à la fin des années 1920. En 1928, elle joue le rôle de Mme Peachum dans la distribution originale de la pièce de Bertolt Brecht L'Opéra de quat'sous, mis en scène sous la direction d'Erich Engel au Theater am Schiffbauerdamm.
Rosa Valetti joue dans des films à partir de 1911. Son âge et son allure robuste et assurée font qu'on lui confie la plupart du temps des rôles maternels, comme dans Die Prinzessin und der Geiger (« Le Voyou » ou « La Princesse et la violoniste », 1925), dans lequel elle interprète une grand-mère de 46 ans. Dans Der blaue Engel (« L'Ange bleu », 1930), elle joue Gupta, la femme du magicien Kiepert (Kurt Gerron). Elle apparaît aussi brièvement dans le célèbre film de Fritz Lang de 1931, M le maudit, où elle interprète le rôle d'une aubergiste.
En 1933, après l'arrivée des Nazis au pouvoir, Rosa Valetti s'exile, d'abord à Vienne et à Prague, puis en Palestine en 1936. Elle épouse l'acteur Ludwig Roth, avec laquelle elle a une fille, l'actrice Lisl Valetti (de). Elle meurt à Vienne, le 10 décembre 1937, à l'âge de 59 ans. Elle est enterrée au cimetière Urnenhain ; la tombe existait jusqu'en 2001.

## Filmographie
- 1911 : Frau Potiphar

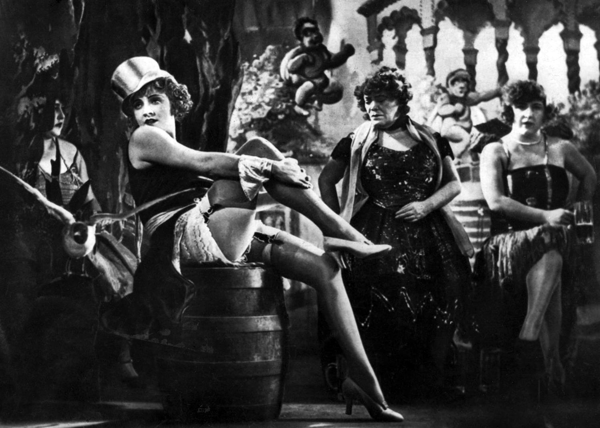
Rosa Valetti à droite de Marlene Dietrich dans L'Ange bleu.

- 1914 : Wollen sie meine Tochter heiraten ?
- 1915 : Das Laster
- 1918 : Othello oder : Das Verhängnis eines Fürstenhauses
- 1918 : Wanderratten
- 1918 : Die Lachende Maske
- 1920 : Die Tänzerin Barberina
- 1920 : Kurfürstendamm
- 1920 : Christian Wahnschaffe, 1. Teil - Weltbrand
- 1920 : Die Schuld der Lavinia Morland
- 1920 : Moral, d'Eugen Illés (de)
- 1921 : Das Haus zum Mond
- 1921 : Die Rote Katze
- 1922 : Die Schneiderkomtess
- 1923 : Carrousel de Dimitri Buchowetzki
- 1924 : Steuerlos
- 1924 : Zwischen Morgen und Morgen
- 1925 : Le Voyou (Die Prinzessin und der Geiger) de Graham Cutts : la grand-mère
- 1925 : Die Moral der Gasse
- 1926 : Tartuffe
- 1926 : Schatz, mach' Kasse
- 1926 : Die Waise von Lowood
- 1927 : Dr. Bessels Verwandlung
- 1927 : Wie heirate ich meinen Chef ?
- 1927 : Üb’ immer Treu’ und Redlichkeit de Reinhold Schünzel
- 1928 : Spione
- 1929 : Das brennende Herz'
- 1929 : Asphalte de Joe May : la femme au comptoir
- 1930 : L'Ange bleu (Der Blaue Engel) de Josef von Sternberg : Gusta
- 1931 : Die Abenteuerin von Tunis / Treffpunkt Afrika
- 1931 : M le maudit de Fritz Lang : l'aubergiste
- 1931 : Das Ekel
- 1931 : Ehe mit beschränkter Haftung
- 1931 : Täter gesucht
- 1931 : Wiener Wald
- 1931 : Das Geheimnis der roten Katze
- 1932 : Die unsichtbare Front
- 1932 : Die Tänzerin von Sanssouci
- 1932 : Skandal in der Parkstraße
- 1933 : Moral und Liebe
- 1934 : Liliom

## Hommage
Une rue du quartier de Malsdorf, à Berlin, a été nommée « Rosa-Valetti-Strasse » en son honneur.